# Gylfi Sigurðsson
Gylfi Þór Sigurðsson (Pronúncia em islandês: [ˈcɪlvɪ ˈθou:r̥ ˈsɪ:ɣʏrðsɔn]; Reykjavík, 8 de setembro de 1989) é um futebolista islandês que atua como meio-campista. Atualmente está no Víkingur.
Começou sua carreira pelo Reading na Championship, e em 2010 foi vendido ao Hoffenheim no que foi a maior venda do Reading. Foi votado o jogador da temporada por duas temporadas seguidas, pelo Reading na temporada 2009–10 e pelo Hoffenheim em 2010–11. Após uma temporada de volta ao futebol inglês com o Swansea, foi contratado pelo Tottenham Hotspur por 8,8 milhões de libras, e em 2014 voltou ao Swansea como parte de uma troca por Ben Davies.
Gylfi fez sua primeira partida pela Seleção Islandesa em 2010 e desde então, já possui mais de 30 convocações em sua carreira profissional.

## Clubes

### Começo
Natural de Reykjavík, Gylfi jogou pelo clube local FH antes de se juntar ao Breiðablik e era um jogador da seleção islandesa sub-17. Havia ficado por um tempo em testes com o Preston North End antes de assinar pelo Reading em um contrato de academia no dia 1 de outubro de 2005. Jogou por três anos pelas categorias de base. Antes do começo da temporada 2007–08, ele e mais outros cinco jovens receberam contratos profissionais.

### 2008–09
Para a temporada 2008–09, Gylfi recebeu a camisa número 34, e foi um substituto não usado na vitória por 2 a 1 contra o Dagenham & Redbridge em agosto de 2008. Duas semanas depois, fez seu début na Copa da Liga Inglesa, entrando como substituto aos 14' do segundo tempo contra o Luton Town. Ele marcou um pênalti na disputa por pênaltis contra o Stoke City na Copa da Liga, após entrar como suplente. Para obter experiência, assinou um contrato de empréstimo de um mês com o Shrewsbury Town, e marcou um gol em sua estreia, contra o Bournemouth em outubro de 2008. Fez um total de seis jogos durante sua estadia no Shrewsbury, marcando um gol. Ele então voltou ao Reading e jogou na derrota por 2 a 0 frente ao Cardiff City pela FA Cup. Em fevereiro de 2009, foi emprestado ao Crewe Alexandra, e fez sua estreia dois dias depois contra o Brighton fora de casa, marcando aos 44' do segundo tempo na vitória por 4 a 0. Em março de 2009, seu empréstimo, antes com duração de um mês, foi estendido até ao fim da temporada. Marcou outros dois gols pelo Crewe, contra Milton Keynes Dons e Cheltenham Town respectivamente, mas não conseguiu impedir o rebaixamento da equipe à League Two.

### 2009–10
Gylfi marcou seu primeiro gol pelo Reading contra o Burton Albion na primeira ronda da Copa da Liga Inglesa em casa, no dia 11 de agosto de 2009. Fez seu primeiro gol da liga na derrota por 3 a 2 contra o Peterborough United em 19 de setembro de 2009. Gylfi contribuiu bastante na brilhante campanha do Reading da FA Cup de 2009–10 que incluiu vitórias sobre Liverpool, Burnley e West Bromwich Albion. Contra o Liverpool, na terceira ronda, marcou um gol de pênalti nos acréscimos para selar o empate e forçar a prorrogação. O Reading veio a vencer o jogo por 2 a 1. Contra o Burnley, na quarta, marcou o gol da vitória aos 42' do segundo tempo. Na quinta ronda, contra o West Brom, marcou novamente o gol da vitória por 3 a 2 no tempo extra. Em abril de 2010, recebeu o Prêmio de Jogador do Mês de março, vencendo Peter Løvenkrands do Newcastle United, Graham Dorrans do West Brom e Adel Taarabt do Queens Park Rangers ao título, e tendo marcado cinco gols em seis jogos no mês. Gylfi marcou contra o Preston North End no último jogo da temporada. Antes do jogo, Gylfi recebeu o título de Jogador da Temporada pelo Reading vencendo Jimmy Kébé e Ryan Bertrand, que terminaram em segundo e terceiro, respectivamente.
Gylfi terminou a temporada com 21 gols em 44 jogos considerando todas as competições. Suas performances e sua idade despertaram o interesse de vários clubes da Premier League, mas ele acordou seu futuro com o Reading quando renovou seu contrato por mais três anos em maio de 2010.

### 2010–11
Gylfi marcou seu primeiro gol da temporada no primeiro jogo da liga, contra o Scunthorpe, que terminou com derrota por 2 a 1. Também marcou no jogo seguinte em 28 de agosto, contra o Leicester City. Na noite após o jogo, a mídia islandesa reportou que Gylfi estava para viajar à Alemanha na segunda seguinte para exames médicos no Hoffenheim. Gylfi se juntou ao Hoffenheim em 31 de agosto de 2010. O Reading reportou que o lucro da venda excedeu o recorde anterior de 6,5 milhões de libras, que era de Kevin Doyle ao Wolverhampton.

### Hoffenheim
Gylfi fez sua estreia pelo Hoffenheim em 10 de setembro de 2010, como substituto aos 35' do segundo tempo na vitória por 2 a 0 contra o Schalke 04. Uma semana depois, marcou seu primeiro gol pelo clube no empate por 2 a 2 contra o Kaiserslautern após entrar como suplente aos 32' da segunda etapa. Seu segundo gol foi contra o Mainz, numa derrota por 4 a 2 fora de casa. Veio a marcar outros dois gols contra o Hannover, sendo um deles de pênalti.
Em 25 de maio de 2011, Gylfi foi votado como o Jogador da Temporada pelos fãs do Hoffenheim, mesmo que tivesse jogado apenas 13 jogos como titular. Terminou a temporada com dez gols e duas assistências. Durante a primeira metade da temporada 2011–12, acabou perdendo a preferência do treinador, fazendo apenas sete partidas da liga e foi alvo de rumores sobre sua saída do clube.

### Empréstimo ao Swansea City
Em 1 de janeiro de 2012, foi-se anunciado que Gylfi jogaria o resto da temporada pelo Swansea City por empréstimo. Fez sua estreia pelo clube em 15 de janeiro, entrando no intervalo e assistindo o gol da vitória por 3 a 2 contra o Arsenal. Em 4 de fevereiro, marcou seu primeiro gol pelo clube na vitória por 2 a 1 contra o West Brom. Também fez a assistência para o gol de Danny Graham. Em 3 de março, marcou os dois gols da vitória por 2 a 0 contra o Wigan, seu segundo sendo de falta. Duas semanas depois, marcou novamente dois gols numa vitória por 3 a 0 contra o Fulham. Fez mais um gol na derrota contra o Tottenham por 3 a 1, em 1 de abril.
Como resultado de sua boa forma, Gylfi conseguiu o prêmio de Jogador do Mês da Premier League de março, sendo o primeiro islandês a receber tal título. Seu gol seguinte veio na vitória por 3 a 0 contra o Blackburn Rovers, que levou o clube a 42 pontos na tabela.
Em 28 de maio, o Swansea conseguiu um acordo de 6,8 milhões de libras com o Hoffenheim para a transferência permanente do jogador, sujeito a exames médicos, mas por causa de Brendan Rodgers ter se mudado para o Liverpool, tal acordo falhou. Nos 18 jogos em que participou durante seu período de empréstimo, Gylfi marcou sete gols e fez quatro assistências.

### Tottenham Hotspur
Em 4 de julho de 2012, Gylfi foi transferido ao Tottenham Hotspur por um preço de 8,8 milhões de libras. Foi a primeira contratação do recém-contratado treinador André Villas-Boas. Marcou seu primeiro gol pelo clube num amistoso contra o Stevenage, após entrar como substituto no segundo tempo.
Brian McDermott confirmou que o Reading havia feito três ofertas sem sucesso para levar Gylfi de volta a seu antigo clube durante a janela de transferências de janeiro de 2013, incluindo uma oferta recorde no último dia de transferências de 10 milhões de libras, de acordo com a BBC Sport. Em 25 de fevereiro, marcou seu primeiro gol da liga pelo Tottenham na vitória por 3 a 2 contra o West Ham United. No jogo seguinte, fez a assistência para o gol de Gareth Bale, na vitória por 2 a 1 contra o Arsenal.
Na temporada 2013–14, marcou os dois gols da vitória por 2 a 0 contra o Norwich City em 14 de setembro de 2013. O triunfo levou o Tottenham ao segundo lugar na tabela. Marcou novamente em 28 de setembro, no empate em 1 a 1 contra o Chelsea.

### Retorno ao Swansea
Em julho de 2014, o Tottenham anunciou que houve um acordo para a transferência de Gylfi de volta ao Swansea City, enquanto Ben Davies se juntaria aos Spurs. Na primeira partida da Premier League de 2014–15, assistiu o primeiro gol e marcou o segundo da vitória do Swansea sobre o Manchester United fora de casa, sendo esta a primeira derrota do Manchester United no jogo de estreia desde 1972. Gylfi fez mais três assistências nos dois jogos seguintes, continuando com sua boa forma. No jogo contra o Arsenal em 9 de novembro de 2014, marcou um gol de falta na vitória por 2 a 1. Marcou novamente na derrota por 4 a 1 contra o Liverpool em 29 de dezembro.
Em 17 de janeiro de 2015, um passe errado de Gylfi permitiu a Oscar, do Chelsea, marcar após 50 segundos de jogo na eventual derrota por 5 a 0. Uma semana depois, foi expulso nos acréscimos na derrota por 3 a 1 fora de casa frente o Blackburn Rovers na quarta ronda da FA Cup, com o Swansea já estando com 10 em campo após a anterior expulsão de Kyle Bartley.

## Seleção nacional
Gylfi jogou pelas eliminatórias do Campeonato Europeu Sub-19 de 2008, marcando quatro gols. Em novembro de 2007, fez seu début pelo sub-21, jogando por 30 minutos contra a Alemanha. Fez seu primeiro jogo pelas eliminatórias para o Campeonato Europeu Sub-21 de 2009 quatro dias depois, com substituto nos acréscimos, e jogou nas partidas restantes. Na última partida da seleção islandesa, marcou o gol do empate em 1 a 1 contra a Eslováquia. Em 2011, jogou contra San Marino na campanha desse ano e fez dois gols em 16 minutos na vitória por 6 a 0.
Em maio de 2010, fez sua estreia pela seleção principal na vitória por 4 a 0 contra Andorra e fez a assistência para o segundo gol a partir de uma cobrança de falta. Gylfi também ajudou a seleção sub-21 a poder disputar o Campeonato Europeu de Futebol Sub-21 de 2011, jogando as duas partidas dos playoffs contra a Escócia, em que a Islândia venceu por 4 a 2 no agregado. Na segunda partida, marcou os dois gols da vitória por 2 a 1.
Em 13 de outubro de 2014, marcou dois gols, um deles de pênalti, na vitória contra a Holanda num jogo das eliminatórias para a UEFA Euro 2016.

## Títulos

### Prêmios individuais
- Jogador do Mês da Premier League: Março de 2012[59]
- Jogador do Mês da Football League Championship: Março de 2010[60]
- Jogador da Temporada do Reading: 2009–10[61]
- Jogador da Temporada do Hoffenheim: 2010–11[62]
- Time da Temporada dos Usuários da Premierleague.com: 2014–15[63]
- 94º melhor jogador do ano de 2016 (Marca)[64]